# Bellefond (Côte-d’Or)
Bellefond település Franciaországban, Côte-d’Or megyében. Lakosainak száma 918 fő (2022. január 1.). Bellefond Norges-la-Ville, Ruffey-lès-Echirey, Asnières-lès-Dijon, Bretigny és Dijon községekkel határos.

## Népesség
A település népességének változása:
| Lakosok száma | 209  | 481  | 724  | 813  | 763  | 847  | 866  | 876  | 895  | 918  |
|               | 1968 | 1982 | 1999 | 2006 | 2012 | 2015 | 2017 | 2018 | 2020 | 2022 |